# Bułgaria na Mistrzostwach Świata w Lekkoatletyce 2017
Bułgaria na Mistrzostwach Świata w Lekkoatletyce 2017 – reprezentacja Bułgarii podczas mistrzostw świata w Londynie liczyła 8 zawodników, którzy nie zdobyli żadnego medalu.

## Skład reprezentacji
Mężczyźni
| Zawodnik    | Konkurencja                   | Eliminacje | Eliminacje | Finał    | Finał   |
| Zawodnik    | Konkurencja                   | Rezultat   | Pozycja    | Rezultat | Pozycja |
| ----------- | ----------------------------- | ---------- | ---------- | -------- | ------- |
| Mitko Cenow | bieg na 3000 m z przeszkodami | 8:45,21    | 37.        | NQ       | NQ      |

| Zawodnik          | Konkurencja | Kwalifikacje | Kwalifikacje | Finał | Finał   |
| Zawodnik          | Konkurencja | Wynik        | Pozycja      | Wynik | Pozycja |
| ----------------- | ----------- | ------------ | ------------ | ----- | ------- |
| Tichomir Iwanow   | skok wzwyż  | 2,31         | 3. Q         | NM    | –       |
| Momcził Karailiew | trójskok    | 16,57        | 15.          | NQ    | NQ      |
| Georgi Conow      | trójskok    | 16,53        | 18.          | NQ    | NQ      |

Kobiety
| Zawodniczka | Konkurencja        | Eliminacje | Eliminacje | Półfinał | Półfinał | Finał    | Finał   |
| Zawodniczka | Konkurencja        | Rezultat   | Pozycja    | Rezultat | Pozycja  | Rezultat | Pozycja |
| ----------- | ------------------ | ---------- | ---------- | -------- | -------- | -------- | ------- |
| Iwet Łałowa | bieg na 100 metrów | 11,31      | 23. Q      | 11,25 SB | 19.      | NQ       | NQ      |
| Iwet Łałowa | bieg na 200 metrów | 23,08      | 12. Q      | 22,96    | 9.       | NQ       | NQ      |

| Zawodniczka          | Konkurencja    | Kwalifikacje | Kwalifikacje | Finał | Finał   |
| Zawodniczka          | Konkurencja    | Wynik        | Pozycja      | Wynik | Pozycja |
| -------------------- | -------------- | ------------ | ------------ | ----- | ------- |
| Mireła Demirewa      | skok wzwyż     | 1,92         | =6. q        | 1,92  | =7.     |
| Gabrieła Petrowa     | trójskok       | 13,90        | 17.          | NQ    | NQ      |
| Radosława Mawrodiewa | pchnięcie kulą | 16,99        | 21.          | NQ    | NQ      |